# 中標津站

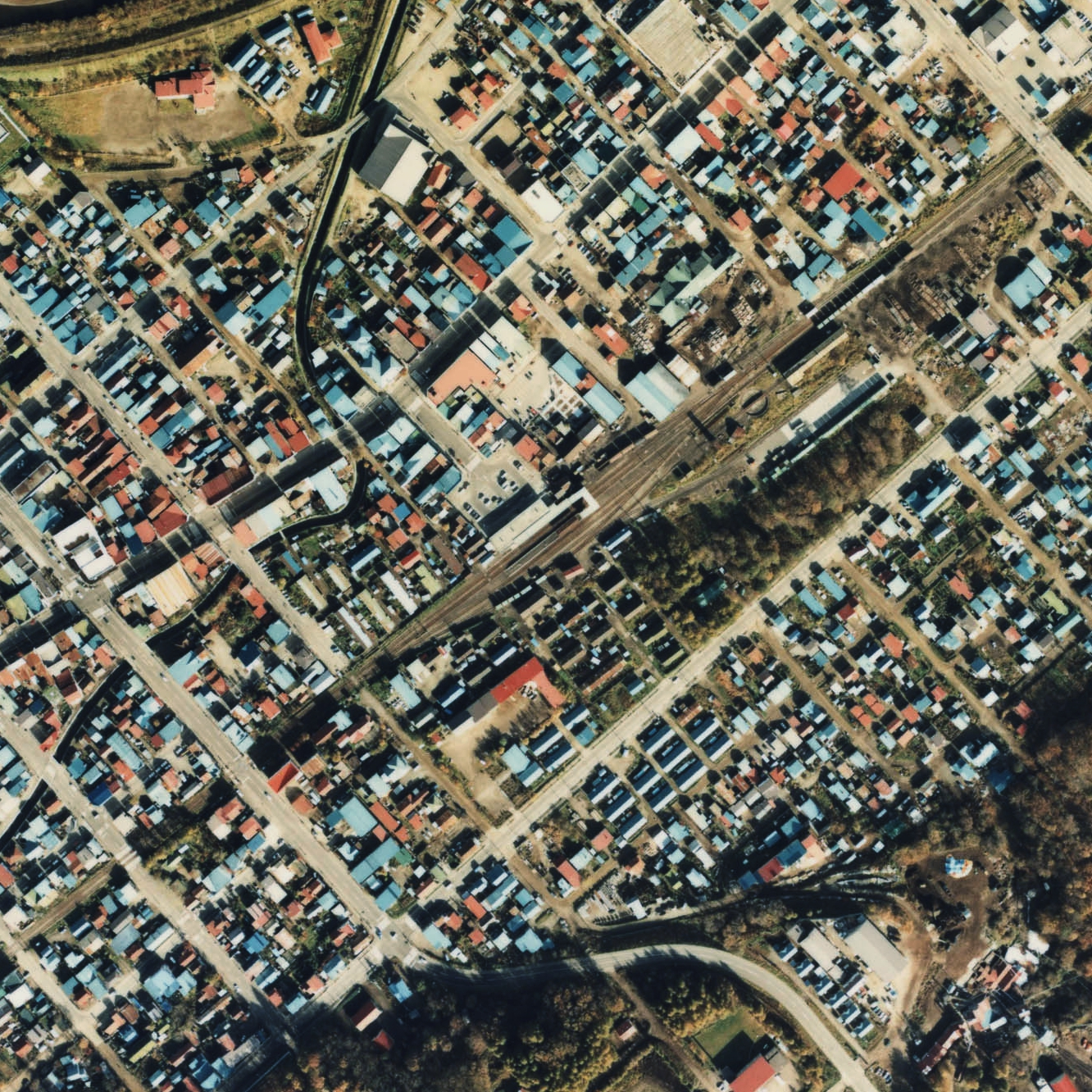
1977年的中標津站與方圓約750米範圍。右上方是根室標津方向，左下方的上側是本線標茶方向，下側是厚床支線厚床方向。圖中看見車廠線和轉車盤。車站後面有一個新的貨櫃基地。

中標津站（日语：／ Nakashibetsu eki */?）是位於北海道標津郡中標津町東2條南2丁目，北海道旅客鐵道（JR北海道）的標津線（本線和厚床支線）車站（廢站）。隨著標津線廢線，車站在1989年（平成元年）4月30日廢除。
車站遺址建設了中標津町交通中心。

## 歷史
- 1925年（大正14年）5月：殖民軌道根室線中標津停留場啟用。
- 1934年（昭和9年）10月1日：鐵道省標津線（舊）車站啟用。設置釧路機關庫中標津駐泊所。
- 1937年（昭和12年）10月30日：鐵道省標茶線（計根別線）延伸。標津線（舊）編入至標茶線，標茶線改名為標津線（新）。
  - 同年 - 殖民軌道根室線僅存部分（中標津至開陽）和中標津停留場由北海道廳運行組合管理。
- 1943年（昭和18年）：殖民軌道中標津停留場廢除。
- 1963年（昭和38年）：中標津駐泊所發生火災，2架柴油車，1架車輛被燒毀。
- 1968年（昭和43年）11月21日：車站大樓翻新，1號月台與2、3號月台之間設置了跨線橋。
- 1973年（昭和48年）10月18日：新設貨櫃基地。
- 1984年（昭和59年）2月1日：結束處理貨物。
- 1987年（昭和62年）4月1日：伴隨國鐵分割民營化，車站由北海道旅客鐵道（JR北海道）營運。
- 1989年（平成元年）4月30日：標津線全線廢除，此站也廢除[1]。

### 站名的由來
車站名稱取自町名。

## 車站構造
截至車站廢除前，車站是一座地面車站，設有2面3線的混合式月台（1面1線的單式月台和1面2線的島式月台）（國鐵型配線）。車站大樓位於站內北邊（標茶方向的列車會開啟右邊車門）。
| 月台 | 路線               | 上下行 | 方向           |
| ---- | ------------------ | ------ | -------------- |
| 1    | 標津線             | 下行   | 根室標津方向   |
| 2    | 標津線             | 上行   | 標茶、釧路方向 |
| 3    | 標津線（厚床支線） | 上行   | 厚床方向       |

另外，南邊設有3條主要側線。
在結束處理貨物和行李前，此站設有2處貨物起卸場。一處位於站內北邊（車站大樓一方），該處靠近根室標津一方設有（缺角式月台）貨物起卸線。另一處位於車站南邊，靠近根室標津一方設有貨物月台和貨櫃起卸場。另外，根室標津方向本線左右各有1條，標茶方向南邊設有1條，共3條留置線。在根室標津方向的本線和南邊貨物月台之間設有轉車盤和1條連接車庫的入出區線。停止處理貨物和行李後，南邊2條路軌新設了車廠。

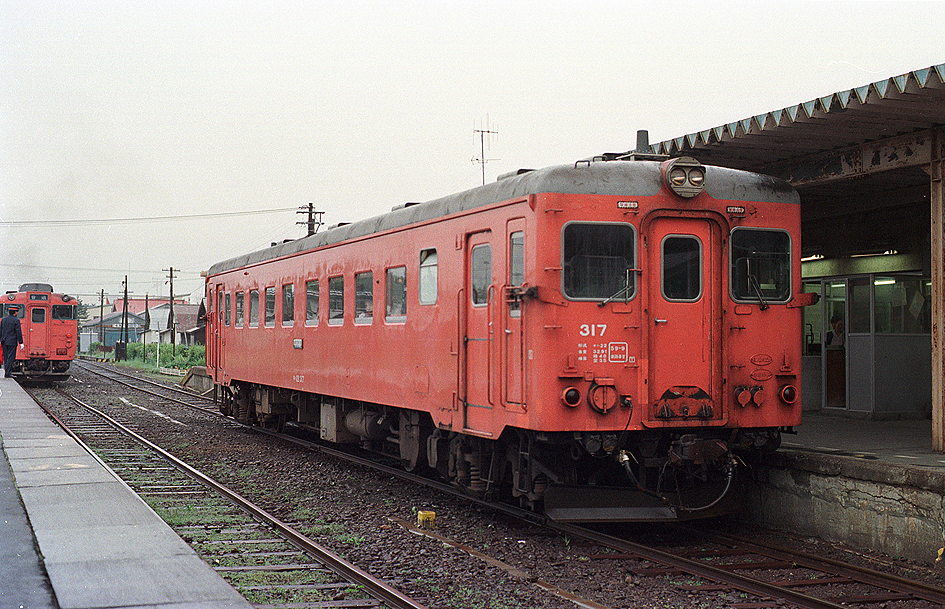
1號月台停靠中KiHa22 317 前往根室標津（1986年）

## 車站周邊
- 中標津町交通中心（日语：中標津町交通センター）
  - 中標津巴士總站（阿寒巴士（日语：阿寒バス）中標津營業所，根室交通（日语：根室交通）中標津案內所，內部設有鐵路資料室）
    - 阿寒バス（日语：阿寒バス）：釧路、標茶方向，標津、羅臼方向，中標津町內循環線
    - 根室交通（日语：根室交通）：中標津機場方向、厚床、根室方向
    - 中標津町有巴士
- 中標津町公所
- 中標津警署（日语：中標津警察署）
- 中標津郵局（日语：中標津郵便局）
- 大地未來信用金庫（日语：大地みらい信用金庫）中標津分店
- 北洋銀行中標津分店
- 北海道銀行中標津分店
- 中標津農業協同組合（JA中標津）
- 中標津町經濟中心Nakamapu（中標津町商工會）
- 中標津町綜合文化會館Shirubetto
- 東洋大酒店
  - 城際巴士「極光號」前往札幌（北都交通（日语：北都交通 (北海道)）、根室交通（日语：根室交通））
- 中標津機場（舊日本海軍標津第一航空基地〔中標津飛行場〕遺蹟）

## 相鄰車站
北海道旅客鐵道
標津線 （本線）
當幌－中標津－（東標津信號場）－上武佐
標津線 （支線）
中標津－協和

## 注腳
1. ↑  今尾惠介監修《日本鉄道旅行地図帳》1號 北海道，新潮社，2008年，p.44